# Almanach cracoviense ad annum 1474

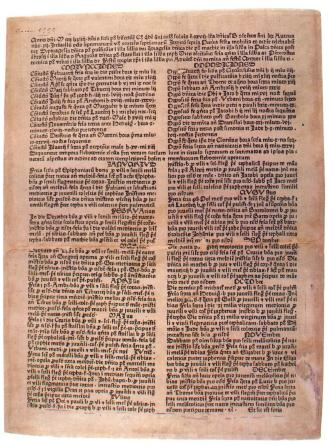
Única copia sobreviviente del Almanach cracoviense ad annum 1474

El Almanach cracoviense ad annum 1474 (Almanaque cracoviano para el año 1474) es un calendario astronómico de pared para el año 1474 y la impresión más antigua conocida de Polonia. Este incunable de una sola hoja, conocido también como Calendarium cracoviense (Calendario cracoviano), fue publicado en Cracovia en 1473 por Kasper Straube, un impresor bávaro itinerante que trabajó en Cracovia entre 1473 y 1476. Se ha sugerido que el Almanaque fue escrito por el astrónomo Petrus Gaszowiec.
Al igual que otros almanaques y calendarios de su época, el Almanaque enumera las fiestas de la Iglesia y los datos astronómicos, incluidas las oposiciones y conjunciones planetarias. También proporciona consejos médicos, enumerando los mejores días para la sangría, según la edad y la enfermedad del paciente. El texto del Almanaque está en latín.
En el momento de su publicación, la tecnología de la impresión con tipos móviles tenía apenas 20 años de antigüedad y permanecía casi exclusivamente confinada a los alemanes, que en la década de 1470 la difundieron ampliamente por Europa. La imprenta apareció a principios de esa década en Francia y los Países Bajos, y después de 1473 en Inglaterra y España.
El único ejemplar que se conserva del Almanach cracoviense mide 37 cm por 26,2 cm y se encuentra en las colecciones de la Universidad Jagellónica.